# Pardosa pullata jugorum
Pardosa pullata là một phân loài nhện trong họ Lycosidae.
Loài này thuộc chi Pardosa. Pardosa pullata jugorum được Eugène Simon miêu tả năm 1937.

## Hình ảnh

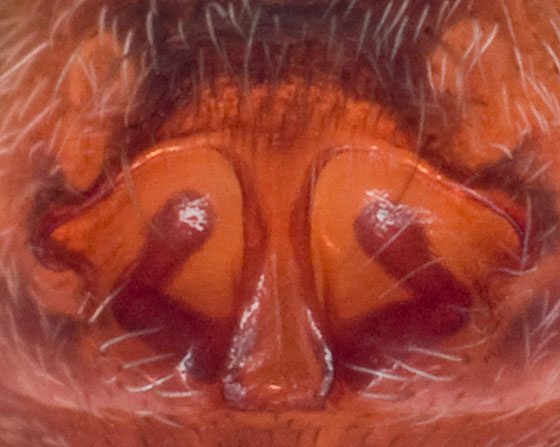
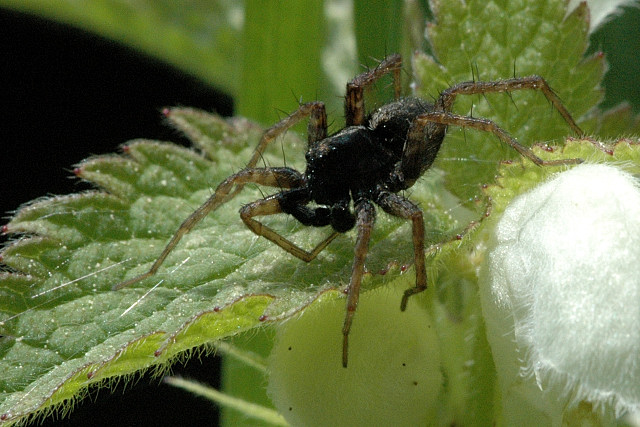
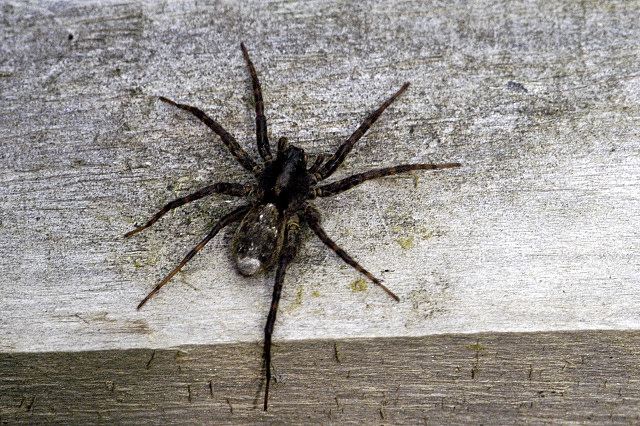
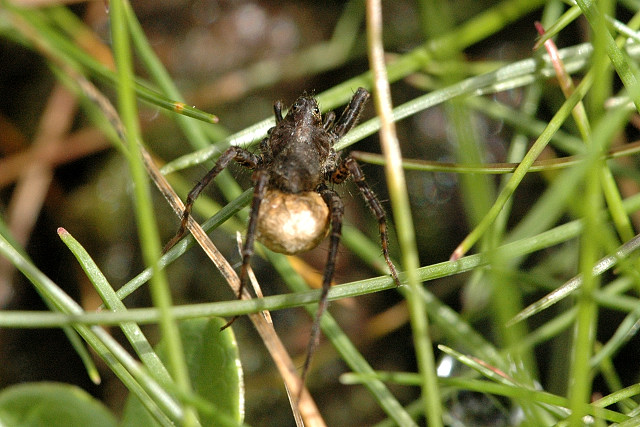